# Kym Whitley
Kym Elizabeth Whitley (Shaker Heights, 21 luglio 1962) è un'attrice e comica statunitense, conosciuta in particolar modo per le sue interpretazioni nelle sitcom Animal Practice e Young & Hungry - Cuori in cucina.

## Biografia
Nata nell'Ohio da Kaysonia e William Whitley, ha due fratelli più grandi. Frequenta le scuole nell'Ohio e alla Fisk University di Nashville. Sposata con il collega Rodney Van Johnson, nel 2011 adottano un bambino, Joshua Kaleb Whitley.

## Filmografia

### Cinema
- Seven Thirty-Five, regia di Stacey McClain - cortometraggio (1995)
- Beverly Hood, regia di Tyler Maddox (1999)
- Next Friday, regia di Steve Carr (2000)
- La famiglia del professore matto (Nutty Professor II: The Klumps), regia di Peter Segal (2000)
- Baby Boy - Una vita violenta (Baby Boy), regia di John Singleton (2001)
- Deliver Us from Eva, regia di Gary Hardwick (2003)
- Love Chronicles, regia di Tyler Maddox (2003)
- ...E alla fine arriva Polly (Along Came Polly), regia di John Hamburg (2004)
- Up Against the 8 Ball, regia di Troy Curvey Jr. e Miguel A. Núñez Jr. (2004)
- The Salon, regia di Mark Brown (2005)
- The Perfect Man, regia di Mark Rosman (2005)
- L.A. Dicks, regia di Dean Alioto (2005)
- Dick & Jane - Operazione furto (Fun with Dick and Jane), regia di Dean Parisot (2005)
- In viaggio per il college (College Road Trip), regia di Roger Kumble (2008)
- The Hustle, regia di Deon Taylor (2008)
- Cuttin Da Mustard, regia di Reed R. McCants (2008)
- Black Dynamite, regia di Scott Sanders (2009)
- I Love You, Man, regia di John Hamburg (2009)
- Donation, regia di Annie Lukowski - cortometraggio (2009)
- Heaven Ain't Hard to Find, regia di Neema Barnette (2010)
- The Woman in the Red Dress, regia di Naresh Devanshi - cortometraggio (2010)
- Something Like a Business, regia di Russ Parr (2010)
- Taking Liberties (?), regia di Tom Ross - cortometraggio (2011)
- 35 and Ticking, regia di Russ Parr (2011)
- La mia vita è uno zoo (We Bought a Zoo), regia di Cameron Crowe (2011)
- Sebastian, regia di Gregori J. Martin (2011)
- Boosters, regia di Melanie Comarcho (2012)
- Silent No More, regia di Demetrius Navarro (2012)
- Bilet na Vegas, regia di Gor Kirakosian (2013)
- Anything Is Possible, regia di Demetrius Navarro (2013)
- Ghost Movie 2 - Questa volta è guerra (A Haunted House 2), regia di Michael Tiddes (2014)
- Botte da prof. (Fist Fight), regia di Richie Keen (2017)
- She Get it from Her Mama, regia di Glenn D. Broadus Jr. (2018)
- The Weekend, regia di Stella Meghie (2018)
- Love Dot Com: The Social Experiment, regia di Charneice Fox (2019)
- Hubie Halloween, regia di Steven Brill (2020)
- Un tipo imprevedibile 2 (Happy Gilmore 2), regia di Kyle Newacheck (2025)

### Televisione
- Vinnie & Bobby - serie TV, episodi 1x6 (1992)
- My Brother and Me - serie TV, 5 episodi (1994-1995)
- The Parent 'Hood - serie TV, episodi 2x5 (1995)
- Martin - serie TV, episodi 4x7 (1995)
- Sposati... con figli (Married with Children) - serie TV, episodi 10x16 (1996)
- Sparks - serie TV, 40 episodi (1996-1998)
- The Wayans Bros. - serie TV, episodi 5x9 (1998)
- Sports Theater with Shaquille O'Neal - serie TV (1998)
- Arli$$ - serie TV, episodi 4x2 (1999)
- Silk Hope, regia di Kevin Dowling - film TV (1999)
- Grown Ups - serie TV, episodi 1x15 (2000)
- A Private Affair, regia di Michael Toshiyuki Uno - film TV (2000)
- Moesha - serie TV, episodi 6x8 (2000)
- House Party 4: Down to the Last Minute, regia di Chris Stokes - film TV (2001)
- Tutto in famiglia (My Wife and Kids) - serie TV, episodi 2x25-2x28-2x29 (2002)
- What About Your Friends: Weekend Getaway, regia di Niva Dorell - film TV (2002)
- Malibooty!, regia di Barry Bowles - film TV (2003)
- Strepitose Parkers (The Parkers) - serie TV, 6 episodi (2001-2004)
- Significant Others - serie TV, episodi 1x3 (2004)
- Missing (1-800-Missing) - serie TV, episodi 2x7 (2004)
- One on One - serie TV, episodi 4x9 (2004)
- Raven (That's So Raven) - serie TV, episodi 3x27-3x28 (2005)
- Grey's Anatomy - serie TV, episodi 2x6 (2005)
- The Catch, regia di J. J. Abrams e John Eisendrath - film TV (2005)
- Love, Inc. - serie TV, episodi 1x12 (2005)
- Reno 911! - serie TV, episodi 4x2 (2006)
- Standoff - serie TV, episodi 1x10 (2006)
- Making It Legal, regia di Gary Halvorson - film TV (2007)
- Crusin for Love with Kym Whitley, regia di Jamie R. Balthazar - film TV (2008)
- Til Death - Per tutta la vita ('Til Death) - serie TV, 4 episodi (2008-2009)
- Jonas L.A. (Jonas) - serie TV, episodi 2x4 (2010)
- Sex Therapy (Group Sex), regia di Lawrence Trilling - film TV (2010)
- A Series of Unfortunate People - serie TV, episodi 1x4 (2011)
- Childrens Hospital - serie TV, episodi 3x3 (2011)
- Pretend Time - serie TV, episodi 2x2 (2011)
- Meet the Browns - serie TV, episodi 4x40-5x2 (2010-2011)
- Hot in Cleveland - serie TV, episodi 3x1 (2011)
- Animal Practice - serie TV, 9 episodi (2012-2013)
- 2 Broke Girls - serie TV, episodi 2x20-2x21 (2013)
- Baby Daddy - serie TV, episodi 2x11-3x10 (2013-2014)
- Let's Stay Together - serie TV, 5 episodi (2011-2014)
- One Love - serie TV, episodi 1x7 (2014)
- Comedy Bang! Bang! - serie TV, episodi 4x32 (2015)
- The Bay - serie TV, 5 episodi (2015-2016)
- Master of None - serie TV, episodi 2x8 (2017)
- Curb Your Enthusiasm - serie TV, episodi 4x6-9x8 (2004-2017)
- Marlon - serie TV, episodi 2x3 (2018)
- Young & Hungry - Cuori in cucina (Young & Hungry) - serie TV, 71 episodi (2014-2018)
- Forever - serie TV, episodi 1x1-1x2 (2018)
- The Neighborhood - serie TV, episodi 2x8 (2019)
- Le amiche di mamma (Fuller House) - serie TV, episodi 5x6 (2019)
- Twenties - serie TV, episodi 1x1-1x4-1x6 (2020)
- #BlackAF - serie TV, episodi 1x5 (2020)
- Two Degrees - serie TV, episodi 1x6 (2020)
- Pandemically Single - serie TV (2020)
- Mr. Iglesias - serie TV, episodi 3x3 (2020)
- Made for Love - serie TV, 6 episodi (2021-2022)